# Po'Ojil
Po'Ojil är en ort i Mexiko.   Den ligger i kommunen Oxchuc och delstaten Chiapas, i den sydöstra delen av landet, 800 km öster om huvudstaden Mexico City. Po'Ojil ligger 1 901 meter över havet och antalet invånare är 147.
Terrängen runt Po'Ojil är lite bergig. Runt Po'Ojil är det ganska tätbefolkat, med 75 invånare per kvadratkilometer. Närmaste större samhälle är Chanal, 16,3 km söder om Po'Ojil. I omgivningarna runt Po'Ojil växer i huvudsak städsegrön lövskog.